# Frankendael
Frankendael in de Watergraafsmeer is een van de twee overgebleven buitenplaatsen in Amsterdam (de andere is Amstelrust). Het huis, aan de Middenweg 72, werd gebouwd aan het einde van de 17e eeuw. Het is een rijksmonument, en eigendom van de gemeente Amsterdam.

## Geschiedenis
De Watergraafsmeer werd in 1629 drooggemalen. In de loop van de zeventiende en achttiende eeuw werden er ruim veertig hofsteden en buitenplaatsen aangelegd, waarvan alleen Frankendael nog bestaat. Het is onbekend wanneer het huis Frankendael werd gebouwd, maar het jaar 1733 is wel genoemd. De bouwer noemde het landgoed naar de Duitse plaats Frankenthal. De barokke voorgevel is ontworpen in Hollandse Lodewijk XIV-stijl, aan weerszijden van het hoofdgebouw waren vroeger het koetshuis en de stallen gevestigd. Aan de linker voorkant van het huis staat een beeld van Bacchus opgesteld, aan de rechterkant staat een beeldwerk van Ceres.
In 1783 ontwierp de bekende Amsterdamse architect Jacob Otten Husly het toegangshek. Aan de voorkant van het huis aan de gracht is een marmeren fontein gelegen die in 1770 gekocht is en oorspronkelijk van buitenplaats Driemond bij Weesp komt. De Romeinse godin van Amphitrite en watergod Poseidon flankeren Arion op zijn dolfijn. De fontein uit 1714 is ontworpen door de beeldhouwer Ignatius van Logteren.
Tot 1930 was Frankendael een particulier landgoed. In dat jaar verplaatste de gemeente Amsterdam de in 1885 opgerichte Stadskwekerij naar Frankendael, de gemeente had het terrein van Frankendael in 1882 aangekocht en vestigde hier de Tuinbouwschool Amsterdam. Toen deze in 1998 werd opgeheven, startte de aanleg van park Frankendael. In 2008 werd bij archeologisch onderzoek mogelijk de fundamenten van de oude oranjerie teruggevonden van de buitenplaats westelijk in de achtertuin.
Huis Frankendael ligt aan het oostelijke uiteinde van het gelijknamige park, dat zich uitstrekt over 18 ha. De historische tuinen van Frankendael zijn weer hersteld, zo is er weer een achtertuin ontstaan met parterres in regencestijl. Deze laten zien hoe de tuinen ingericht werden omstreeks 1740.  In het park ligt op een eilandje, te bereiken via een bruggetje een gebouwtje genaamd de Hermitage. Het is een folly, een nagemaakte ruïne van even voor 1820. Net ten westen van het huis op een groot gazon is het vlechtwerkkunstwerk getiteld Slag om het Watergraafsmeer.

## Heden
In het koetshuis bevindt zich een restaurant dat is vernoemd naar de voormalig stadsarchitect van Amsterdam Ben Merkelbach. Hij kwam op uitnodiging van de gemeente in 1957 in het vervallen huis wonen, restaureerde en knapte het op. Zijn stiefdochter Cecilia Lichtveld was de laatste bewoner van het huis. Tevens kan er op deze bijzondere locatie getrouwd worden, aangezien deze plek een officiële trouwlocatie is.

## Varia
Het kort na de Tweede Wereldoorlog gebouwde Tuindorp Frankendael (Jeruzalem) grenst aan de buitenplaats en is daarnaar vernoemd.

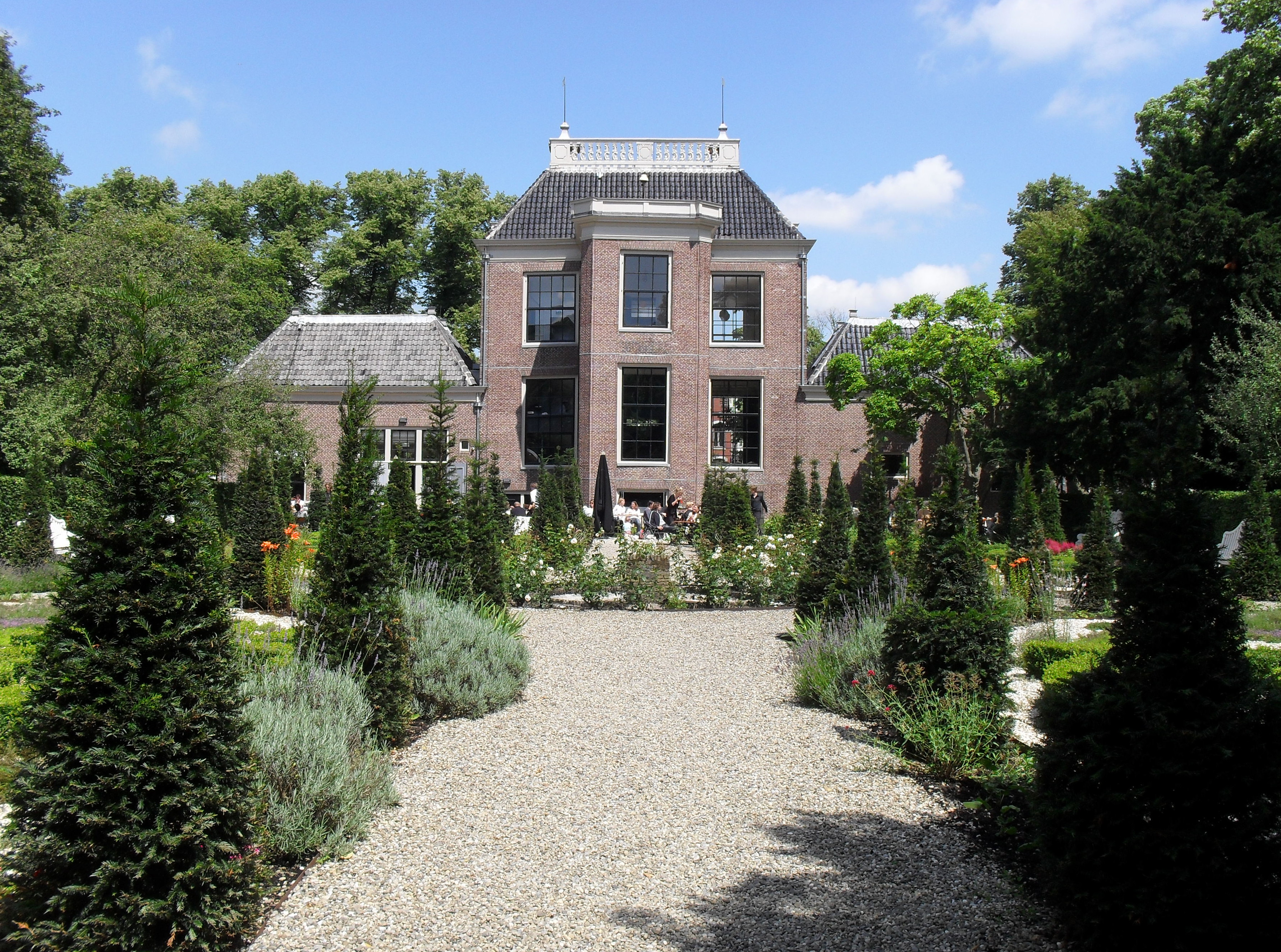
Frankendael achterzijde huis
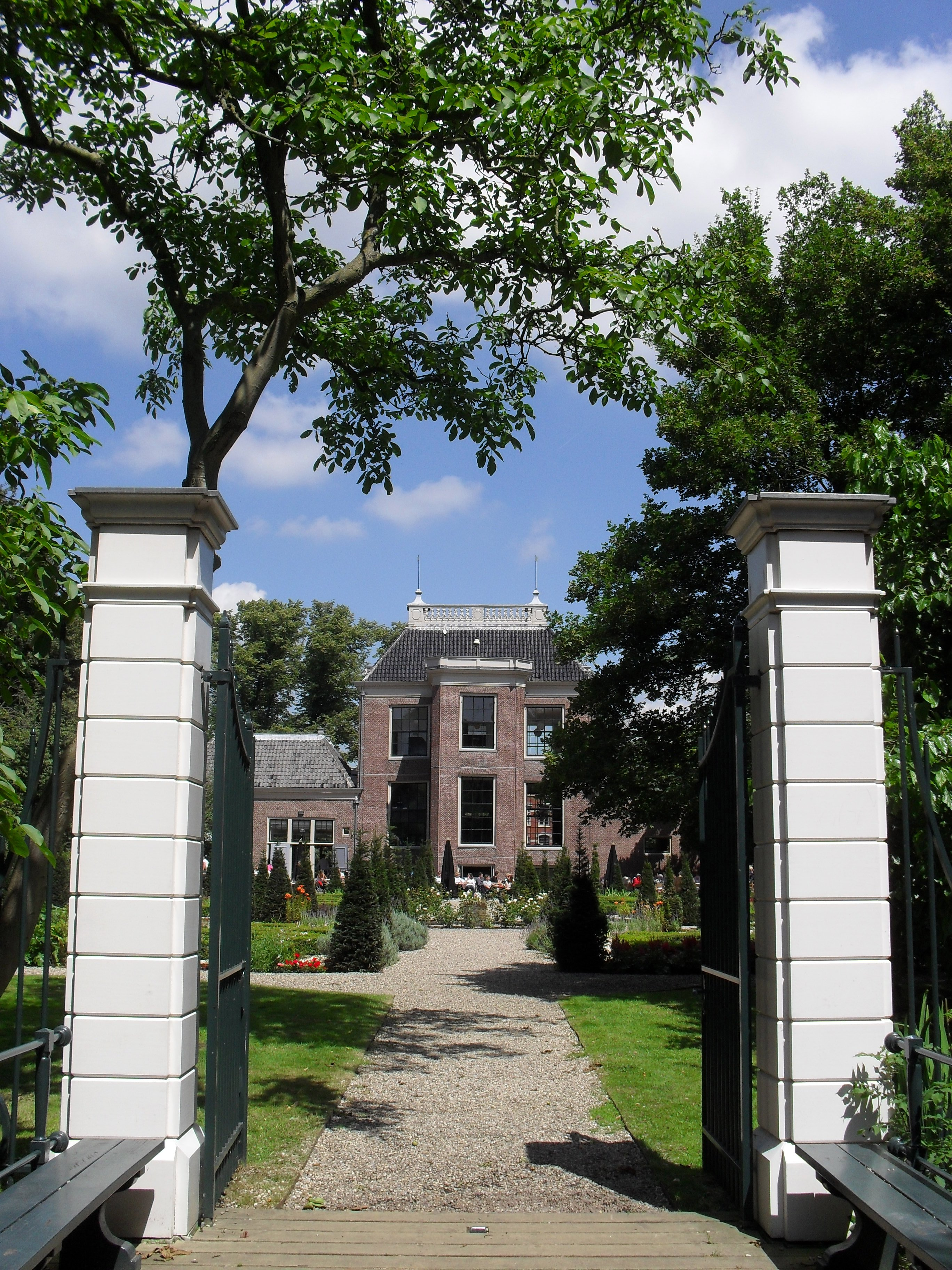
Frankendael achteringang
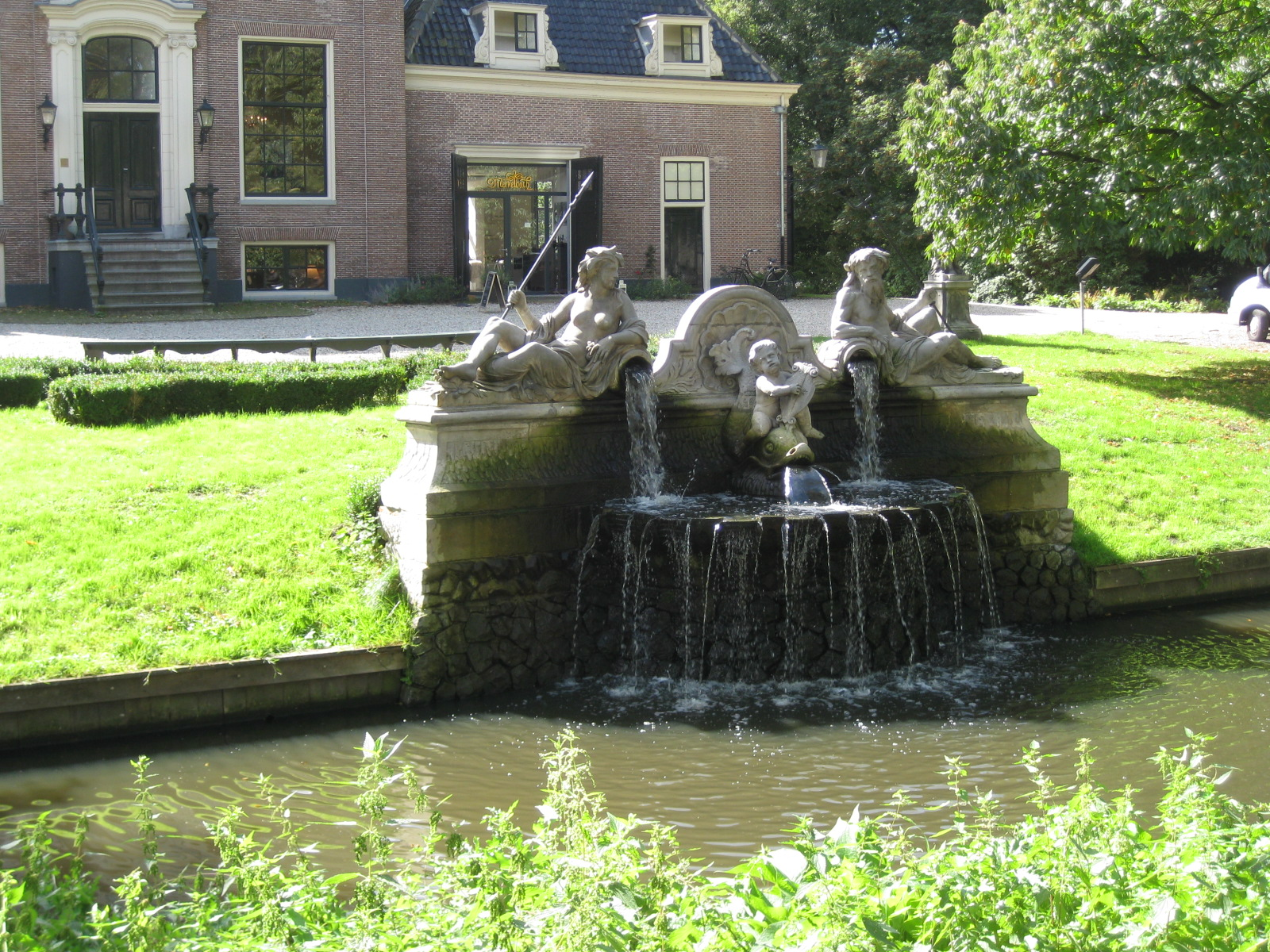
Frankendael fontein
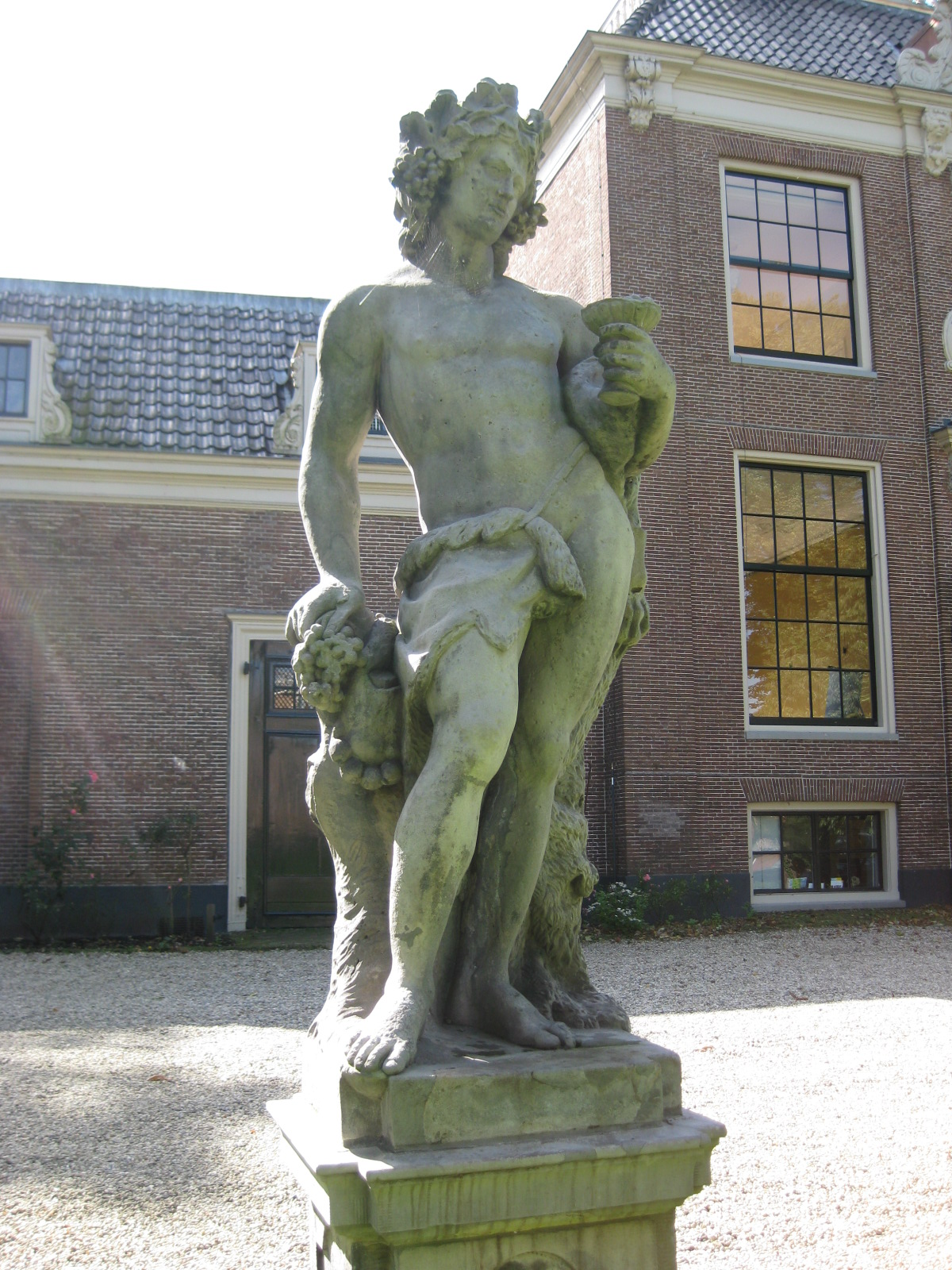
Frankendael Bachus
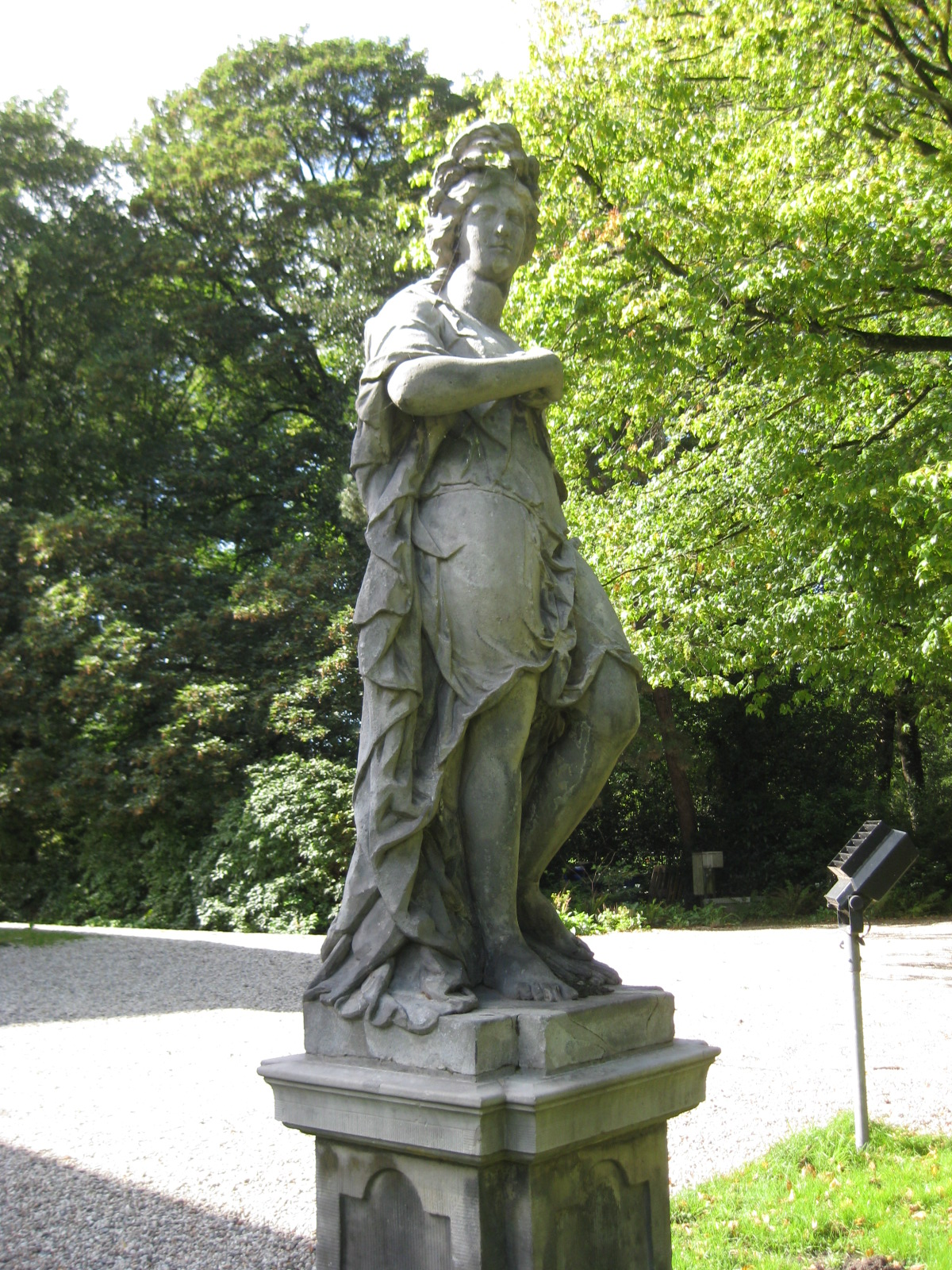
Frankendael Ceres
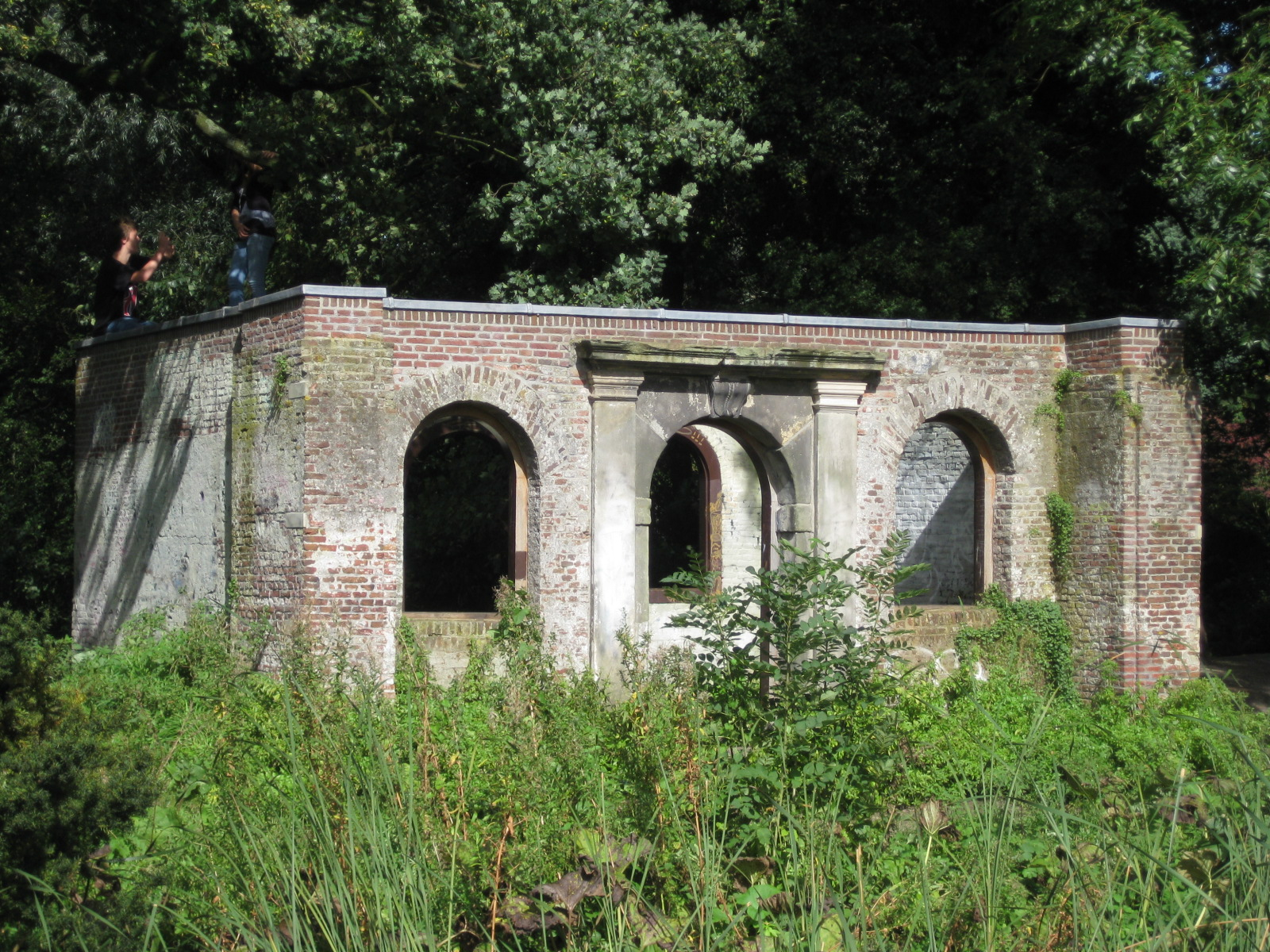
Hermitage
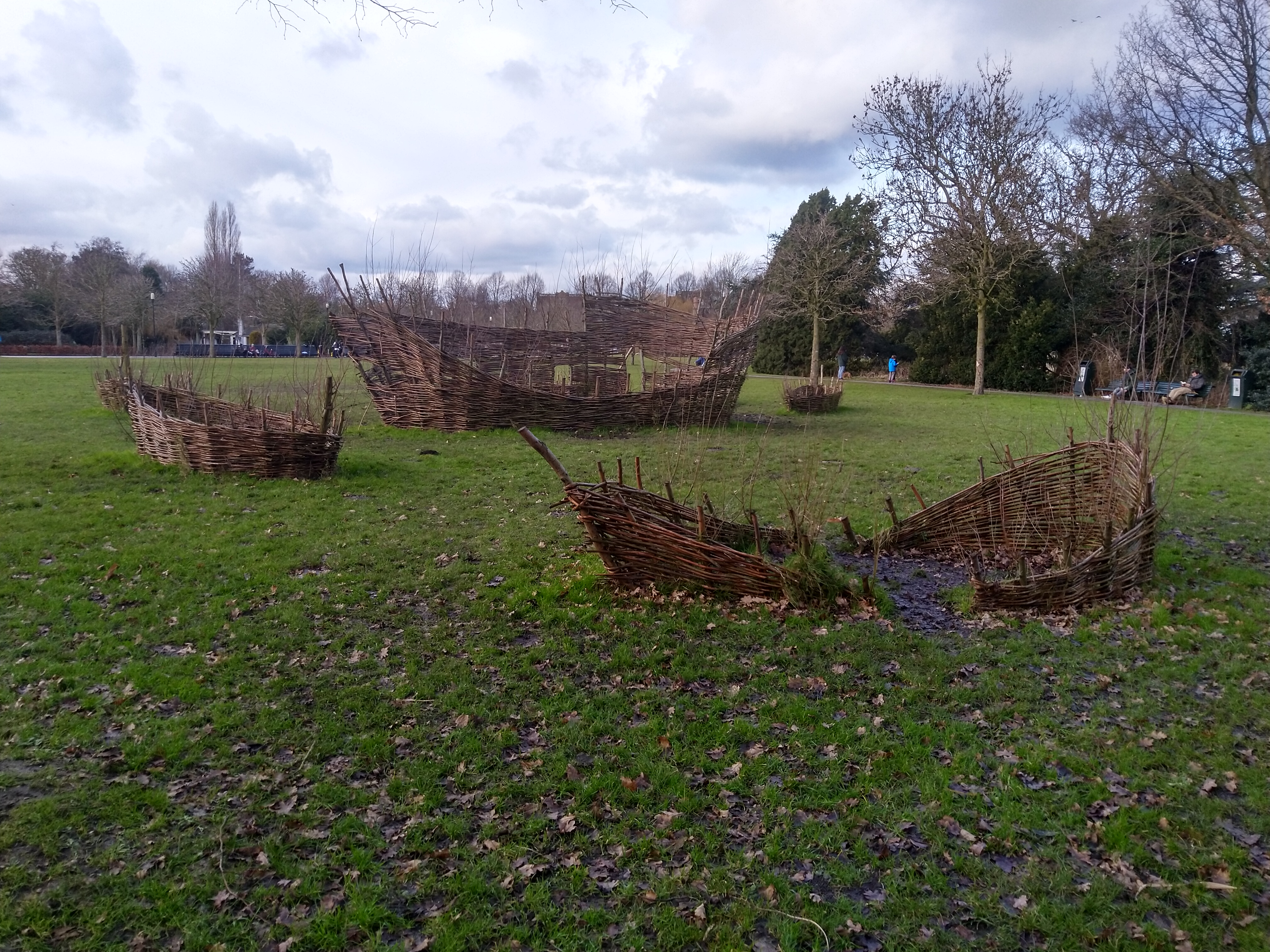
Slag om het Watergraafsmeer